# Scaphocalyx spathacea
Scaphocalyx spathacea är en tvåhjärtbladig växtart som beskrevs av Ridley.. Scaphocalyx spathacea ingår i släktet Scaphocalyx och familjen Achariaceae. Inga underarter finns listade i Catalogue of Life.